# Cat
cat je Unix naredba, obično dostupna na svim *nix operacijskim sustavima kao naredba sustava. Služi za ispis datoteka koje su navedene kao parametri naredbe, pa ako taj ispis proslijedimo u novu datoteku efektivno dobivamo spajanje, odnosno engleski concatenation datoteka, od kuda dolazi ime naredbe. Postoji od prvih inačica Unixa (od 1971.).

## Primjeri
Sintaksa naredbe je:
```
cat [opcije] [imena_datoteka]
```

Opcije su predznačene crticom, imena datoteka su odvojena razmacima. Korisne opcije su:
'-n Označavanje redaka datoteke brojevima
'-b Označavanje nepraznih redaka datoteke brojevima
```
cat
 
ime_datoteke.txt

```

Gornja naredba ispisat će sadržaj datoteke ime_datoteke.txt na zaslon, odnosno na STDOUT.
```
cat
 
prva.txt
 
druga.txt
 
>
 
zbroj.txt

```

Gornja naredba upisat će sadržaj datoteka prva.txt i druga.txt u zbroj.txt. Ako datoteka zbroj.txt ne postoji stvorit će ju, ako postoji bit će prepisana.

## Srodne naredbe
- tac - reverzni ispis sadržaja datoteka (obrat od cat), po retcima tako da zadnji postane prvi a prvi zadnji, ili po parametrom zadanom obrascu odnosno separatoru
- rev - zrcalno-reverzni ispis sadržaja datoteka, svaki redak ispisuje se umjesto zdesna nalijevo - s lijeva nadesno
- more - stranični ispis datoteka
- less - stranični ispis datoteka s mogućnošću povratka natrag
- paste i join - spajanje tekstualnih datoteka po stupcima i slično
- split - razdvajanje datoteke na manje dijelove po zadanim parametrima

## Vanjske poveznice
- http://www.opengroup.org/onlinepubs/9699919799/utilities/cat.html